# Kirvin (Teksas)
Kirvin je gradić u američkoj saveznoj državi Teksas. Prema popisu stanovništva iz 2010. u njemu je živjelo 129 stanovnika.